# Sudore (romanzo)
Sudore (Suor) è un romanzo scritto da Jorge Amado e è stato pubblicato, in Brasile, nel 1934.
In Sudore, suo terzo libro, è raccontata la vita miserrima e promiscua degli abitanti di una vecchia casa nel quartiere del Pelourinho.
Il romanzo fu considerato sovversivo nel 1936 e condannato assieme ad altre opere di Amado, nelle quali egli auspicava una società modellata sull'esempio dell'URSS. Nel 1937, 93 copie di Sudore furono bruciate sulla pubblica piazza, insieme a tutti i libri pubblicati sino allora da Amado.

## Edizioni in  italiano
- Jorge Amado, Sudore, traduzione di Claudio M. Valentinetti, Milano: Mondadori, 1985
- Jorge Amado, Sudore, traduzione di Daniela Ferioli, Torino: Einaudi, 1999
- Jorge Amado, Sudore, traduzione di Daniela Ferioli, Torino: La Stampa, 2006
- Jorge Amado, Sudore, legge: Danilo Angelilli, Feltre: Centro Internazionale del Libro Parlato, 2011